# Östra Fågelviks distrikt
Östra Fågelviks distrikt är ett distrikt i Karlstads kommun och Värmlands län. Distriktet ligger omkring Skattkärr i södra Värmland. 

## Tidigare administrativ tillhörighet
Distriktet inrättades 2016 och utgörs av en del av området som Karlstads stad omfattade fram till 1971, delen som före 1967 utgjorde Östra Fågelviks socken.
Området motsvarar den omfattning Östra Fågelviks församling hade vid årsskiftet 1999/2000.

## Tätorter och småorter
I Östra Fågelviks distrikt finns två tätorter och fem småorter.

### Tätorter
- Alster (del av)
- Skattkärr

### Småorter
- Böj
- Grän
- Herrön
- Rud
- Spånga

### Övriga orter
- Busterud
- Bäck och Vång